# Réserve écologique de l’Aigle-à-Tête-Blanche
Die Réserve écologique de l’Aigle-à-Tête-Blanche (französisch für Ökologisches Schutzgebiet Weißkopfseeadler) ist ein 2,67 km² großes Schutzgebiet in der kanadischen Provinz Québec.
Diese Schutzgebiete sind meist für die Öffentlichkeit nicht zugänglich, mit Ausnahme von vier Schutzgebieten, nämlich Serpentine-de-Coleraine, Forêt-la-Blanche, Tourbières-de-Lanoraie und der Île-Brion.

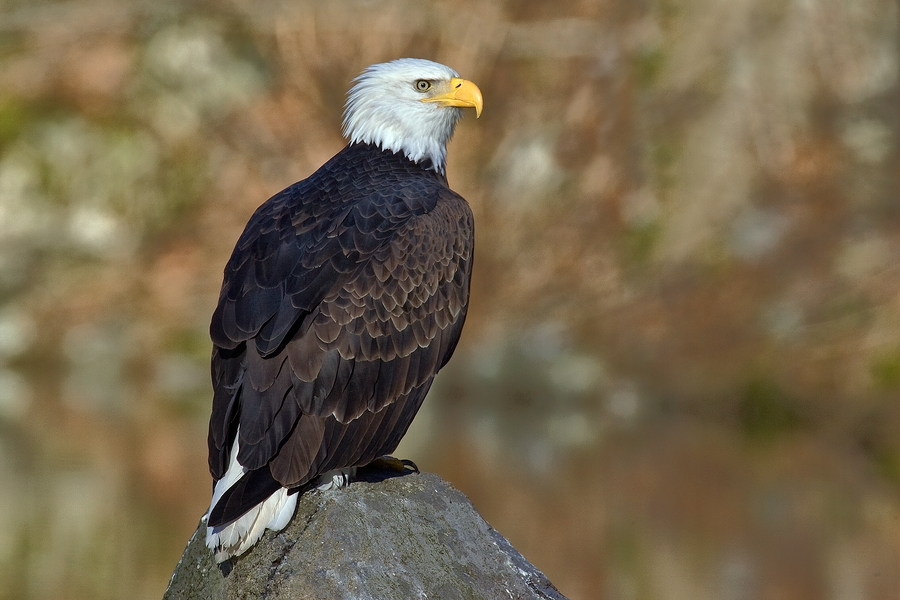
Weißkopfseeadler

## Lage, Aufgabe, Geologie
Das Schutzgebiet liegt am Ottawa bei der Gemeinde Rapides-des-Joachims in der regionalen Grafschaftsgemeinde Pontiac. Es dient dem Schutz der Überwinterungsgebiete der namengebenden Art, des Weißkopfseeadlers. Das Gebiet gehört zu den hautes-terres laurentiennes, den Gebieten also, die oberhalb des laurentinischen Gebiets liegen, das wiederum nach den Sankt-Lorenz-Strom benannt ist. Die Höhengliederung des kleinen Gebiets reicht von 110 bis 275 m ü. N.N. Es ist von Gneis, Quarz und Kalkstein geprägt. Während der Eiszeit entstanden von Terrassen begleitete Flusstäler.

## Flora und Fauna
Teils von Nadel-, teils von Laubwald dominiert, stechen Weymouth-Kiefer, Amerikanische Roteiche, Zucker-Ahorn und Rotfichte hervor, aber auch Pappeln und andere Baumarten treten auf. Wahrscheinlich hat sich der besagte Greifvogel hier angesiedelt und überwintert, weil er in den benachbarten Stauseen genügend tote Fische findet, die durch die Turbinen der Stromerzeuger getötet werden.